# Wrens
Wrens é uma cidade localizada no estado americano de Geórgia, no Condado de Jefferson.

## Demografia
Segundo o censo americano de 2000, a sua população era de 2314 habitantes.
Em 2006, foi estimada uma população de 2261, um decréscimo de 53 (-2.3%).

## Geografia
De acordo com o United States Census Bureau tem uma área de
7,9 km², dos quais 7,9 km² cobertos por terra e 0,0 km² cobertos por água. Wrens localiza-se a aproximadamente 124 m acima do nível do mar.

## Localidades na vizinhança
O diagrama seguinte representa as localidades num raio de 24 km ao redor de Wrens.